# 15 Cygni
Désignations
15 Cygni (en abrégé 15 Cyg) est une étoile géante de la constellation boréale du Cygne. Elle est visible à l'œil nu avec une magnitude apparente de 4,89. L'étoile présente une parallaxe annuelle de 11,1 mas mesurée par le satellite Gaia, ce qui permet d'en déduire qu'elle est distante d'environ 90,5 pc (∼295 al) de la Terre. Elle se rapproche du Système solaire à une vitesse radiale héliocentrique de −24 km/s
15 Cygni est une étoile géante rouge de type spectral G8 III, qui a épuisé l'hydrogène de son cœur et qui a évolué en s'éloignant de la séquence principale. C'est une géante du red clump, ce qui signifie qu'elle génère son énergie par la fusion de l'hélium dans son cœur. L'étoile est âgée de 1,50 milliard d'années, elle est 2,3 fois plus massive que le Soleil et son rayon est 12 fois plus grand que le rayon solaire. Elle est 93 fois plus lumineuse que le Soleil et sa température de surface est de 4 920 K.